# 社子 (南投縣)
社子，原寫為社仔，是台灣南投縣水里鄉的一個傳統地域名稱，位於該鄉北部。相較於今日行政區，其範圍大致包括新興村不含最北端、車埕村不含西北端、水里村、新城村、城中村、玉峰村北部邊界地帶東段、中央村、北埔村、南光村、永豐村、頂崁村不含東南部、鉅工村、農富村，以及集集鎮富山里東部及東南部邊界地帶。

## 歷史
台灣清治末期至日治初期，社子地區為一街庄，稱為「社仔庄」，隸屬於集集堡。該庄輪廓南北狹長，北與北山坑庄為鄰，東與茅埔庄、水社庄、頭社庄、銃櫃庄為鄰，東南與拔社埔庄為鄰，南邊隔濁水溪與蕃地、牛轀轆庄、龜仔頭庄為界，西邊為柴橋頭庄、鄉親藔庄。
1901年（日治明治三十四年）11月，全台廢縣廳改設二十廳，該庄隸屬於南投廳。1903年（明治三十六年）6月，該庄編入「集集區」，隸屬於南投廳。1909年（明治四十二年）10月，合併二十廳為十二廳，集集區仍隸屬於南投廳。1920年（大正九年），全台地方制度大改正，廢十二廳改設五州二廳，該庄改制並雅化為「社子」大字，隸屬於臺中州新高郡集集街。
戰後集集街改制為集集鎮，隸屬於臺中縣，大字亦改制為里。1950年7月，集集鎮拆分出水里鄉，本地區改隸屬於水里鄉。同年10月，中、彰、投分治，水里鄉改隸屬南投縣。

## 聚落
本地區發展較早的聚落有車坪崙、烏土窟、水裡坑、嶺腳、社仔、頂崁等，在日治期初期的官方地圖上已有記載。此外，本地區尚有下鹿寮坑、鹿寮坑、新興巷、新興、溜籠頭、紅狗岩、石觀音、新年庄、天龍、烏山巷、高山巷、天檢、麻竹湖、車埕、山頂巷、大灣、豐安、風坑、水里、二坪仔、紅美田、險崙仔、蛇窯、圳子頭、長莊仔、中庄仔、下莊仔、大坪林等聚落。

## 交通
台鐵集集線是二水經集集至車埕的支線鐵路，其東側端點位於社子地區中部偏東北的車埕車站，境內另設有水里車站，均只停靠區間車。由此等向西可經集集車站前往縱貫線上的二水車站，並轉往台鐵沿線各站。
省道台16線（名水路二段～一段、中山路二段～一段、水信路一段、孫海林道）是名間鄉名間至信義鄉合流坪的幹道，大致以西南西—東北東走向由本地區西部邊界南側入境後，轉東南東再轉東南蜿蜒而行，至中山路二段路口轉南再轉東繞過水里市區，其後轉南南東再轉東南蜿蜒而行，經省道台21線路口後與其共線，其後轉南南東經省道台21線路口轉東南獨行，其後轉南再繞大彎轉西南西，經一髮夾彎後轉東北東以至於本地區東南部邊界南側出境。由該道路向西南西轉西可前往柴橋頭南部、集集南部、林尾、隘寮、濁水並止於省道台3線路口；向東北東可前往拔社埔、地利並止於合流坪。
省道台21線（頂平路、水信路一段）是台中市東勢區天冷至南投縣信義鄉塔塔加的幹道，大致以西北—東南走向由本地區東南部凸出部分的北側邊界入境後，轉南南東再轉南南西，至大坪林轉西蜿蜒而行，其後轉南蜿蜒而行，經省道台16線路口後轉東南與其共線，其後轉南南東經省道台16線路口後獨行，其後轉西南微南再繞大彎轉東南再繞大彎轉西南過濁水溪龍神橋出境。由該道路向西北繞大彎轉東北可前往魚池、埔里、國姓、新社等地；向西南可前往信義、和社、塔塔加等地。
縣道131號（五城巷、帝君巷、中正路）是埔里至水里的道路，其南側端點位於本地區南部水里聚落的省道台16線路口暨鄉道投54線終點路口。由此向東轉東北東再轉北北東出聚落後蜿蜓而行，經縣道147號終點路口後轉東出境，可前往茅埔、山楂腳、新城、魚池、大林、長寮南端、木屐囒西部、長寮東部邊界地帶、加道坑、珠子山東部邊界地帶、水頭、枇杷城、埔里等地。
縣道147號（新興巷）是北山坑至車崙坪的道路，其南側端點位於本地區北部凸出部分東側的縣道131號路口。由此向南南西轉南繞大彎轉北北西蜿蜒而行，出境後可前往北山坑、國姓南端並止於省道台14線路口。
鄉道投54線（大坪巷、油坑巷、中山路二段）是磨仔坑至水里的道路，其東側端點位於水里聚落西側的省道台16線路口暨縣道131號終點路口。由此向北轉西北蜿蜒而行，其後轉西南出境後轉西，可前往柴橋頭、集集、林尾、隘寮、濁水地區的磨仔坑並止於省道台16線路口。
鄉道投58線（博愛路）是石牌至北埔的道路，其東側端點位於水聚落西側的省道台16線路口。由此向西南西過濁水溪玉峰大橋出境後，轉西北西可前往龜子頭、番子寮並止於縣道139號路口。
鄉道投59線（永豐巷）是永豐至草林的道路，其北側端點位於水里聚落南側偏東的省道台16線路口。由此向南南東轉南再轉東再轉南，過濁水溪永興橋出境可前往牛轀轆、大水堀地區北部偏東並止於草林。

## 學校
- 水里商工
- 水里國中
- 新興國小
- 車埕國小
- 成城國小
- 水里國小